# Kinda (comuna)
Kinda (em sueco: Kindas kommun) é uma comuna da Suécia localizada no condado de Gotalândia Oriental. Sua capital é a cidade de Kisa. Possui 1 129 quilômetros quadrados. Segundo o censo de 2018, havia 9 915 habitantes.